# Higelin (compilation)
Pour les articles homonymes, voir Higelin.
Albums de Jacques Higelin
Follow the live
(1990) Illicite
(1991)
Higelin est une compilation de dix chansons de Jacques Higelin, publiée en 1990, distribuée par CD Mag avec le soutien de RTL et interdite à la vente.

## Chansons
Toutes les chansons sont écrites et composées par Jacques Higelin, sauf Le Courage de vivre (Louis Bertignac/Jacques Higelin) et Manque de classe (Jacques Higelin/Éric Serra).
| No  | Titre                                                                                     | Durée |
| --- | ----------------------------------------------------------------------------------------- | ----- |
| 1.  | Est-ce que ma guitare est un fusil                                                        | 5:40  |
| 2.  | Le Courage de vivre                                                                       | 4:20  |
| 3.  | J'suis qu'un grain de poussière                                                           | 3:50  |
| 4.  | Pars                                                                                      | 3:46  |
| 5.  | Champagne                                                                                 | 4:13  |
| 6.  | La Rage en d'dans                                                                         | 3:18  |
| 7.  | Manque de classe                                                                          | 6:00  |
| 8.  | Adios                                                                                     | 4:02  |
| 9.  | Victoria                                                                                  | 4:40  |
| 10. | Je ne peux plus dire je t'aime (version inédite d'un duo enregistré avec Isabelle Adjani) | 4:26  |

## Musiciens
- Jacques Higelin, voix et piano, guitare, accordéon...
- Simon Boissezon
- Éric Serra
- Louis Bertignac
- Pierre Chérèze
- Laurent Thibault
- Michel Santangeli
- Serge Pérathoner
- Michael Suchorsky
- Denis Van Hecke
- Frank Wuyts
- Dominique Mahut

## Fiche technique
- CD Compilation issu par le magazine CD Mag, avec la collaboration de RTL, en tirage limité et hors commerce (interdit à la vente)
- Distribution: EMI
- Année de sortie: 1990
- Photographie recto de la pochette: Claude Gassian